# Marián Huťka
Marián Huťka (28. ledna 1943 – 30. srpna 2020 Třinec) byl český fotbalista, obránce.

## Fotbalová kariéra
V československé lize hrál za TŽ Třinec. Nastoupil v 90 ligových utkáních a dal 1 gól.

## Ligová bilance
| Ročník                                   | Zápasy | Góly | Klub      |
| ---------------------------------------- | ------ | ---- | --------- |
| 1. československá fotbalová liga 1970/71 | 29     | 0    | TŽ Třinec |
| 1. československá fotbalová liga 1971/72 | 27     | 0    | TŽ Třinec |
| 1. československá fotbalová liga 1972/73 | 30     | 1    | TŽ Třinec |
| 2. československá fotbalová liga 1973/74 | -      | -    | TŽ Třinec |
| 1. československá fotbalová liga 1974/75 | 4      | 0    | TŽ Třinec |
| CELKEM 1. liga                           | 90     | 1    |           |